# Explorer 3

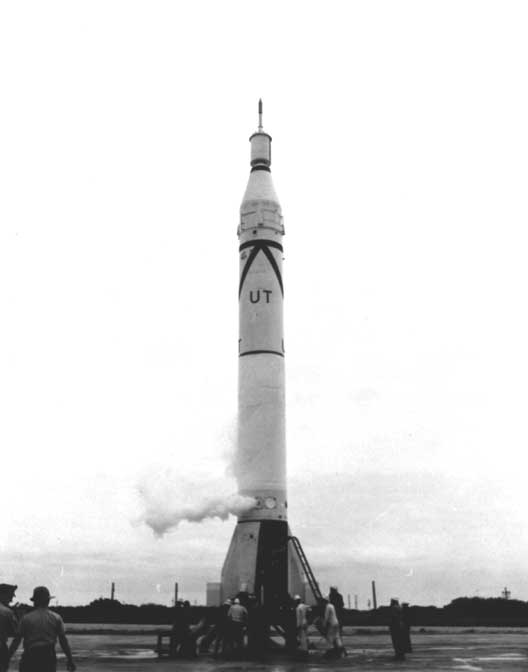
Um foguete Juno I com o Explorer 3 aguarda o lançamento.

Explorer 3 (designação Harvard 1958 Gamma) foi um satélite artificial da Terra, quase idêntico ao primeiro satélite artificial dos Estados Unidos Explorer 1 em seu design e missão. Foi o segundo lançamento bem-sucedido do Programa Exploradores. 

## Antecedentes
O programa de satélites da Terra dos EUA começou em 1954 como uma proposta conjunta do Exército dos EUA e da Marinha dos EUA, chamada Projeto Orbiter, para colocar um satélite científico em órbita durante o Ano Geofísico Internacional (AGI). A proposta, usando um míssil Redstone do Exército dos EUA, foi rejeitada em 1955 pelo governo Eisenhower em favor do Projeto Vanguard da Marinha dos EUA, usando um reforço anunciado como mais civil por natureza. Após o lançamento do satélite soviético Sputnik 1 em 4 de outubro de 1957, o programa inicial do Projeto Orbiter foi revivido como o programa Explorer para alcançar a União Soviética.

## Lançamento
O satélite foi lançado do Centro de Testes de Mísseis do Cabo Canaveral do Atlantic Missile Range (AMR), na Flórida às 17h38min01 GMT em 26 de março de 1958 pelo veículo lançador Juno I. O Juno I teve suas origens no Projeto Orbiter do Exército dos Estados Unidos em 1954. O projeto foi cancelado em 1955 quando foi tomada a decisão de prosseguir com o Projeto Vanguard.
Após o lançamento do Sputnik 1 soviético em 4 de outubro de 1957, a Agência de Mísseis Balísticos do Exército (ABME) foi instruída a prosseguir com o lançamento de um satélite usando o Jupiter-C, que já havia sido testado em voo em testes de reentrada no cone do nariz para o Jupiter IRBM ( míssil balístico de alcance intermediário). Trabalhando juntos, o ABME e o JPL concluíram o trabalho de modificar o Jupiter-C para o Juno I e construir o Explorer I em 84 dias.

## Nave espacial
O Explorer 3 foi lançado em conjunto com o Ano Geofísico Internacional (AGI) pelo Exército dos EUA (Ordnance) em uma órbita excêntrica. O objetivo desta espaçonave era uma continuação dos experimentos iniciados com o Explorer 1. A carga útil consistia em um contador de raios cósmicos (um tubo Geiger-Müller) e um detector de micrometeorito (uma grade de fios e detector acústico). A espaçonave Explorer 3 foi estabilizada por rotação e tinha um gravador a bordo para fornecer uma radiação completa história para cada órbita. Foi descoberto logo após o lançamento que o satélite estava em movimento cambaleante por um período de cerca de 7 segundos. O Explorer 3 decaiu da órbita em 27 de junho de 1958, após 93 dias de operação.

## Resultados da missão
A descoberta do cinturão de radiação de Van Allen pelos satélites Explorer foi considerada uma das descobertas marcantes do Ano Geofísico Internacional (AGI).
O Explorer 3 foi colocado em uma órbita com um perigeu de 186 quilômetros e um apogeu de 2 799 quilômetros tendo um período de 115,70 minutos e inclinação de 33,38°. Seu peso total era de 14,1 kg, dos quais 8,4 kg eram instrumentação. A seção de instrumentos na extremidade dianteira do satélite e o invólucro do foguete de quarto estágios em escala reduzida orbitavam como uma única unidade, girando em torno de seu eixo longo a 750 rotações por minuto. Os dados desses instrumentos foram transmitidos ao solo por um transmissor de 60 milliwatts operando em 108,03 MHz e um transmissor de 10 miliwatts operando em 108,00 MHz.
As antenas de transmissão consistiam em duas antenas de slot de fibra de vidro no próprio corpo do satélite. As quatro antenas chicote flexíveis do Explorer 1 foram removidas do design. A pele externa da seção do instrumento foi pintada em faixas alternadas de branco e verde escuro para fornecer controle passivo da temperatura do satélite. As proporções das faixas claras e escuras foram determinadas por estudos de intervalos sombra-luz solar com base no tempo de disparo, trajetória, órbita e inclinação orbital.
A energia elétrica era fornecida por baterias de Mallory tipo RM Mercury que representavam aproximadamente 40% do peso da carga útil. Eles forneceram energia que operou o transmissor de alta potência por 31 dias e o transmissor de baixa potência por 105 dias. Devido ao espaço limitado disponível e aos requisitos de baixo peso, a instrumentação Explorer 3 foi projetada e construída com simplicidade e alta confiabilidade em mente. Foi um sucesso total.
O Explorer 3 decaiu da órbita em 27 de junho de 1958, após 93 dias de operação.
Uma réplica da nave espacial está localizado na Instituição Smithsonian National Air and Space Museum, Marcos de vôo Gallery.